# Siljan Buss
Siljan Buss AB är ett buss- och taxibolag i Orsa har sitt ursprung i Orsa Droskägareförening Ekonomisk förening som bildades av droskägarna i Orsa 1934.

## Historia

### 1934-1960
1934 slog sig droskägarna i Orsa samman och bildade först Orsa Bilstation och sedan Orsa Droskägareförening Ekonomisk förening. Orsaken var att kunderna hade tröttnat på att ringa runt bland droskägarna för att höra om någon av dem var tillgängliga. Ordförande i Orsa Droskägareförening blev Tur Anders Hansson som även kallades ”Tjöö”.
En ny IC-mack byggdes vid järnvägsstationen i Orsa och den kom att inrymma Orsa Bilstation och föreningens beställningsväxel. Mellan 1943 och 1963 skötte även droskägarna macken. 

### 1960-1988
Vid slutet av 1960-talet hade antalet medlemmar i föreningen minskat till bara fyra. Nu började färdtjänsten komma in i verksamheten och de samhällsbetalda resorna ersatte allt mer av privatresorna. Mycket på grund av att privatbilismen och kollektivtrafiken ökade.
1971 köper droskägarna sin första buss. Till en början fick de kämpa mot bland annat Wasatrafik, Erlandssons Buss samt Dalarnas Busstrafikförbund för att få tillstånd att köra med sin buss. Samtliga dessa var emot droskägarnas konkurrens och avstyrkte alla tillståndsansökningar. Till slut var det regeringen som gav tillstånd att bedriva busstrafik med max två bussar. Bussarna fick då inte ta mer än 30 passagerare. I mars 1980 ombildas den ekonomiska föreningen till Orsa Trafik AB av de fyra kvarvarande åkarna.

### 1989-
Efter avregleringen av bussbranschen 1989 blev bussar en allt större del av Orsa Trafik AB. Orsa Trafik AB har senare bytt namn till Siljan Buss AB. Taxibilarna i företaget är sedan 2011 anslutna till Taxi Dalarna AB en del av Sverigetaxi.